# 东风路站 (南宁市)
东风路站是南宁轨道交通2号线的地铁车站，位于中华人民共和国广西壮族自治区南宁市良庆区良玉大道与东风路交叉口，于2020年11月23日开通。

## 车站结构
东风路站位于良玉大道与东风路交叉口，沿良玉大道设置，呈东西走向，为地下二层岛式站台车站，车站长199.5米，标准段宽19.7米，车站地下一层为站厅层，地下二层为站台层，站台设置全高站台门。
| 地面              | 出入口 | A、B、C、D出入口                                                                                    |
| 地下一层          | 站厅   | 客服中心、自动售票机、验票机                                                                        |
| 地下二层          | 站台   | \| \| \| █ 2号线往西津（玉洞） \| \| 島式 · 開左邊车门 \| \| \| \| \| \| █ 2号线往坛泽（玉岭路） \| |
|                   |        | █ 2号线往西津（玉洞）                                                                               |
| 島式 · 開左邊车门 |        | |
|                   |        | █ 2号线往坛泽（玉岭路）                                                                             |

## 出入口
东风路站共有4个出入口，各出口及周围设施如下所示：
| 编号                | 出入口信息                                             | 照片 | 无障碍设施 |
| ------------------- | ------------------------------------------------------ | ---- | ---------- |
| A · 出口            | 良玉大道，东风路，五象汽车生活广场，五象湖金玖世家南区 |      | 不適用     |
| B · 出口            | 东风路                                                 |      | 不適用     |
| C · 出口 · （设有） | 东风路                                                 |      |            |
| D · 出口 · （设有） | 良玉大道，东风路，五象湖金玖世家北区，建发和玺         |      |            |
| 图例： 设有         |                                                        |      |            |

## 接驳交通

### 公交车
- 地铁东风路站：地铁快巴13路

## 车站历史
本站工程名与正式站名均为东风路站，以车站横跨的东风路命名。
- 2020年11月23日，车站随2号线东延线通车开通[1]。